# Dương Văn Nhựt
Dương Văn Nhựt (Dương Thanh Nhựt, Dương Văn Nhật, Ba Nhật), bí danh khi hoạt động cách mạng là Mười Ty, sinh ra tại làng Phú Mỹ tỉnh Mỹ Tho (1918 – 1999) là một Đại tá trong hàng ngũ Quân đội nhân dân Việt Nam trong cuộc Chiến tranh Việt Nam. Ông cũng là em trai của Dương Văn Minh, Tổng thống cuối cùng của Việt Nam Cộng hòa. Ông là trung đoàn phó Việt Minh thời chống Pháp, rồi làm cán bộ Cục địch vận, hoạt động đơn tuyến chuyên theo dõi diễn biến của chính quyền Việt Nam Cộng hòa từ tháng 12 năm 1960. Sau khi chính quyền Ngô Đình Diệm bị đảo chính, ông Nhựt có đến nhà anh trai tác động để rồi ông Minh cho thả tất cả tăng ni Phật tử, trí thức, sinh viên bị bắt.
Cuối năm 1967, cô Sáu (Dương Thu Hà em gái ba ông Minh, Nhựt, Sơn) mất ở Paris (Pháp) thì ông Dương Văn Minh sang dự lễ tang, có ý muốn ở lại thêm để gặp em trai nhưng không đợi được. Ba Nhựt được tổ chức chỉ thị phải đi Pháp gặp anh nhưng sang muộn, đành truyền đạt lại tin cho ông Minh qua người nhà. Sau đó Ba Nhựt được lệnh về ngay Hà Nội gặp Cục trưởng Cục địch vận Võ Văn Thời, ông còn được Bí thư thứ nhất Trung ương Đảng Lê Duẩn mời cơm và nhận chỉ thị vào Sài Gòn tìm cách gặp bằng được người anh. Trước khi vào Sài Gòn, ông phong quân hàm Trung tá (sau này về hưu mới có hàm Đại tá). Nhưng ông phải chờ cơ hội để khi anh mình nắm được chính quyền.
Ông mất vào năm 1999 tại Thành phố Hồ Chí Minh.